# Nicholas Christakis
Nicholas A. Christakis (nascido em 7 de maio de 1962) é um sociólogo e médico greco-americano conhecido por suas pesquisas sobre redes sociais e sobre os determinantes socioeconômicos, biossociais e evolutivos do comportamento, da saúde e da longevidade. Ele é o Professor Sterling de Ciências Sociais e Naturais da Universidade de Yale, onde dirige o Human Nature Lab. Ele também é co-diretor do Yale Institute for Network Science.
Christakis foi eleito membro do Instituto de Medicina da Academia Nacional de Ciências dos Estados Unidos em 2006; da Associação Americana para o Avanço da Ciência em 2010; e da Academia Americana de Artes e Ciências em 2017. Em 2021, ele recebeu um diploma honorário da Universidade de Atenas, na Grécia.
Em 2009, Christakis foi nomeado para o Time 100, a lista da revista Time das 100 pessoas mais influentes do mundo. Em 2009 e novamente em 2010, ele foi nomeado pela revista Foreign Policy para sua lista dos principais pensadores globais.

## Educação
Christakis obteve um grau de Bachelor of Science em biologia pela Universidade de Yale em 1984, onde ganhou o Russell Henry Chittenden Prize. Ele recebeu um diploma de M.D. pela Harvard Medical School e um MPH pela Harvard School of Public Health em 1989, ganhando o Prêmio Bowdoin na formatura.

## Carreira
Em 1995, Christakis começou como Professor Assistente com nomeações conjuntas nos Departamentos de Sociologia e Medicina da Universidade de Chicago. Em 2001, foi efetivado em Sociologia e Medicina. Ele deixou a Universidade de Chicago para assumir um cargo em Harvard em 2001. Até julho de 2013, foi Professor de Sociologia Médica no Departamento de Políticas de Saúde e Professor de Medicina no Departamento de Medicina da Harvard Medical School; professor de Sociologia no Departamento de Sociologia da Faculdade de Artes e Ciências de Harvard; e um médico assistente no Hospital Mt. Auburn, afiliado a Harvard.
Em 2013, Christakis mudou-se para a Universidade de Yale, onde é Professor de Ciências Sociais e Naturais no Departamento de Sociologia, com nomeações adicionais nos Departamentos de Ecologia e Biologia Evolutiva, Estatística e Ciência de Dados, Engenharia Biomédica, Medicina, e na Escola de Administração. Ele atuou como Professor da Família Sol Goldman de Ciências Sociais e Naturais até 2018, quando foi nomeado Professor Sterling, a maior honra concedida ao corpo docente de Yale.

### Pesquisa
Christakis usa métodos quantitativos (por exemplo, modelos matemáticos, análises estatísticas e experimentos). Seu trabalho se concentra em ciência das redes e ciência biossocial, e também envolveu biologia evolutiva, psicologia evolutiva, genética comportamental, epidemiologia, demografia e sociologia. É autor ou editor de seis livros, mais de 200 artigos acadêmicos revisados por pares, inúmeros editoriais em publicações nacionais e internacionais e pelo menos três patentes. Seu laboratório também atua no desenvolvimento e lançamento de software para realizar experimentos e outros estudos (por exemplo, Breadboard, Trellis).

## Defesa da liberdade de expressão
Enquanto na Universidade de Harvard e na Universidade de Yale, Christakis esteve envolvido na defesa da liberdade de expressão.
Em Harvard em 2012, ele e sua esposa, Erika Christakis, saíram em defesa de estudantes de minorias que usavam a sátira para criticar os clubes de elite daquela instituição. Eles sugeriram que os críticos podem estar "mais preocupados com palavras feias do que com os problemas subjacentes" e que policiar a liberdade de expressão no campus "nega aos alunos a oportunidade de aprender a pensar por si mesmos".
Em Yale, em 2015, eles se envolveram em uma polêmica relacionada à regulamentação das fantasias de Halloween. Em 29 de outubro de 2015, a esposa de Christakis, Erika Christakis, professora de educação infantil no Yale Child Study Center, escreveu um e-mail para alunos de graduação de Yale sobre o papel da liberdade de expressão nas universidades; ela argumentou, a partir de uma perspectiva de desenvolvimento, que os alunos podem querer considerar se os administradores devem fornecer orientação sobre trajes de Halloween ou se os alunos devem decidir por si mesmos. Este e-mail foi uma resposta a um e-mail anterior enviado aos alunos de graduação por um grupo de 14 administradores de Yale que sugeria que os alunos tivessem cuidado ao escolher as fantasias de Halloween e que fornecia links para fantasias recomendadas e não recomendadas. O e-mail desempenhou um papel nos protestos no campus que receberam atenção nacional nos Estados Unidos. Christakis e sua esposa foram criticados por alguns estudantes por colocarem "o fardo do confronto, da educação e da maturidade sobre os ofendidos". Mas outros alunos apontaram que Erika Christakis estava defendendo os direitos à livre expressão de todos os alunos de Yale e expressando confiança neles e em sua capacidade de discutir e enfrentar tais questões entre si. Noventa e um membros do corpo docente de Yale assinaram uma carta apoiando os Christakis, e esta carta observou que os próprios Christakis distinguiam o apoio à liberdade de expressão do apoio ao conteúdo de tal expressão (eles notaram que considerariam muitos dos mesmos trajes ofensivos como alguns alunos o fariam). Apesar da crença de Christakis de que os alunos de Yale poderiam discutir questões controversas (como fantasias) entre si, ele deixou seu cargo no Silliman College oito meses depois, no final do ano acadêmico.
O incidente levou alguns alunos a serem chamados de membros da "Geração Floco de Neve". Em janeiro de 2016, o apresentador de televisão Bill Maher expressou consternação com o comportamento dos alunos de Yale. Em abril de 2017, um episódio de Os Simpsons intitulado "Caper Chase" satirizou os eventos, com um personagem dizendo: "Também precisamos contratar mais reitores para decidir quais fantasias de Halloween são apropriadas".

## Livros
- Death Foretold: Prophecy and Prognosis in Medical Care (1999) ISBN 978-0226104706
- Connected: The Surprising Power of Our Social Networks and How They Shape Our Lives (2009) - with James Fowler ISBN 978-0316036146
- Blueprint: The Evolutionary Origins of a Good Society (2019) ISBN 978-0316230032
- Apollo's Arrow: The Profound and Enduring Impact of Coronavirus on the Way We Live (2020) ISBN 978-0316628228